# Māris Jučers
Māris Jučers (* 18. Juni 1987 in Priekule, Lettische SSR) ist ein lettischer Eishockeytorwart, der seit 2019 beim HK Liepāja in der lettischen Eishockeyliga unter Vertrag steht.

## Karriere
Māris Jučers begann seine Karriere als Eishockeyspieler beim HK Zemgale, für dessen Profimannschaft er in der Saison 2003/04 sein Debüt in der lettischen Eishockeyliga gab. Anschließend spielte der Torwart drei Jahre lang für den Tyringe SoSS in der Division 1, der dritten schwedischen Spielklasse. Von 2007 bis 2011 stand er beim HK Liepājas Metalurgs zwischen den Pfosten, mit dem er in den Spielzeiten 2007/08, 2008/09 und 2010/11 jeweils den lettischen Meistertitel gewann. 2009 war er zudem der Torwart der lettischen Eishockeyliga mit dem geringsten Gegentorschnitt.
Zur Saison 2011/12 wurde Jučers von Dinamo Riga aus der Kontinentalen Hockey-Liga verpflichtet. Dort war er hinter dem US-Amerikaner Chris Holt zweiter Torwart. Seit Juni 2014 steht er beim HK Beibarys Atyrau in der Kasachischen Eishockeyliga unter Vertrag.

### International
Für Lettland nahm Jučers an der Weltmeisterschaft 2011 teil. Im Turnierverlauf blieb er als Ersatztorwart ohne Einsatz. 

## Erfolge und Auszeichnungen
- 2008 Lettischer Meister mit dem HK Liepājas Metalurgs
- 2009 Lettischer Meister mit dem HK Liepājas Metalurgs
- 2009 Niedrigster Gegentorschnitt der lettischen Eishockeyliga
- 2011 Lettischer Meister mit dem HK Liepājas Metalurgs
- 2013 Nadeschda-Pokal-Gewinn mit Dinamo Riga
- 2018 Französischer Pokalsieger mit dem Lyon Hockey Club